# Helmut Artzinger
Helmut Artzinger (ur. 22 kwietnia 1912 w Bergisch Gladbach, zm. 2 października 1996 w Bruchsal) – niemiecki polityk i prawnik, parlamentarzysta krajowy i europejski.

## Życiorys
W latach 1930–1931 członek Narodowosocjalistycznej Niemieckiej Partii Robotników. Po zdaniu matury w gimnazjum realnym w Essen studiował prawo na uczelniach w Monachium, Berlinie i Münster. W 1935 uzyskał magisterium, a w 1948 doktorat na Uniwersytecie w Heidelbergu na podstawie pracy poświęconej traktowaniu strat wojennych przez prawo podatkowe. W 1935 został aresztowany przez Gestapo i umieszczony w obozie koncentracyjnym. Od 1937 do 1940 pracował w parafii ewangelickiej, następnie w przedsiębiorstwie w Mannheim. W 1941 zdał egzamin na dradcę podatkowego. Od 1941 do 1945 walczył w II wojnie światowej, dochodząc do rangi podoficerskiej. Następnie powrócił do pracy w firmie w Mannheim jako prokurent, a od 1956 był zatrudniony w przedsiębiorstwie przemysłowym w Weinheim.
W 1948 wstąpił do Unii Chrześcijańsko-Demokratycznej. Od 1953 zasiadał w radzie miasta Weinheim, a od 1959 w radzie powiatu. Od 1961 do 1976 był deputowanym Bundestagu, w latach 1965–1977 delegat do Parlamentu Europejskiego.

## Odznaczenia
Odznaczony Krzyżem Komandorskim Orderu Zasługi Republiki Federalnej Niemiec (1972).